# 毛叶飞蛾藤
毛叶飞蛾藤（学名：Porana racemosa var. tomentella）为旋花科飞蛾藤属下的一个变种。